# Gare de Petit-Rocher
Pour les articles homonymes, voir Petit-Rocher (homonymie).
La  gare de Petit-Rocher du village de Petit-Rocher, au Nouveau-Brunswick, est desservie par le train l'Océan de Via Rail Canada faisant la liaison entre Montréal et Halifax. Il y un train par jour dans chaque direction, sauf le mardi. L'arrêt est sur demande seulement. La gare est située à 1 kilomètre à l'ouest du centre-ville.

## Histoire

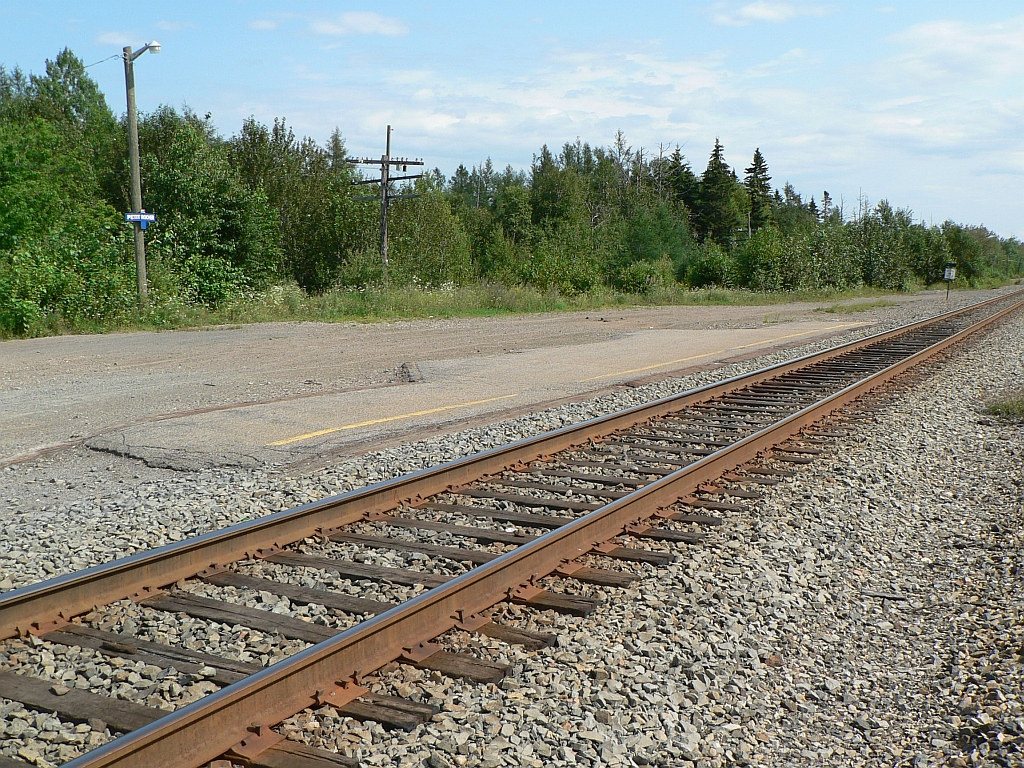
Le quai avant la remise en état de la gare, 2006

La gare de Petit-Rocher fut démolie au début des années 1990, faute de moyens pour entretenir le bâtiment vieillissant et laissant donc le village avec aucune installation. 
Une nouvelle gare est inaugurée en 2010. Elle consiste en une réplique de l'ancienne maison du chef de gare. Les travaux avaient commencé en 2008 et sont évalués à 160 000 $.